# Summerhill School

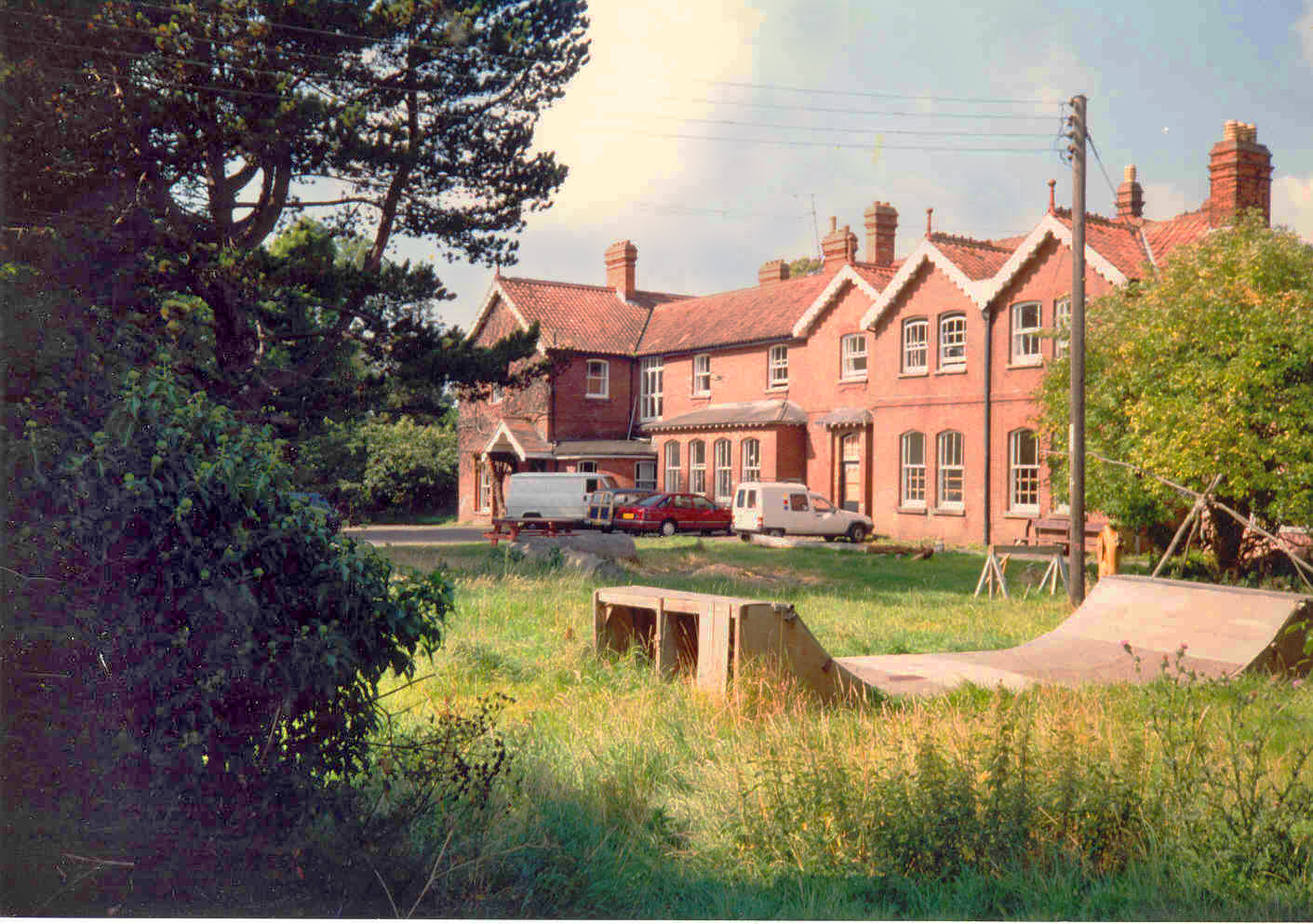
Summerhill School

Summerhill School är en internatskola i Storbritannien. Skolan grundades 1921 av A.S. Neill, vars originella pedagogiska metoder och syn på undervisning satte stark prägel på skolan. Eleverna hade bland annat frihet att välja ifall de ville gå på lektionerna eller inte, och de hade stort inflytande på skolans regler och skötsel. Skolan drivs numera av Zoe Readhead, dotter till A. S. Neill.

## Filosofi
Summerhill är vida omtalat för sin filosofi att barn lär sig bäst utan tvång. Alla lektioner är frivilliga och eleverna får ägna sig åt valfria aktiviteter, oavsett om aktiviteterna är att betrakta som "studier" eller inte".

## Kända före detta elever
- John Burningham, barnboksförfattär och illustratör
- Keith Critchlow, artist och professor i arkitektur
- Rebecca De Mornay, skådespelare
- Storm Thorgerson, skivomslagsdesigner
- Gus Dudgeon, musikproducent